# غرفة الأمان
غرفة الأمان أو غرفة الطوارئ هي غرفة محصنة تقام ضمن سكن خاص أو ضمن منشأة، لتوفير ملجأ آمن أو مكان لاختباء السكان في حال حدوث سطو أو غزو للمنزل أو إعصار قمعي أو هجوم إرهابي أو أي تهديد آخر. تحتوي غرف الأمان هذه عادة على معدات اتصالات بحيث يمكن الاتصال مع سلطات تنفيذ القانون.

## تقنيات التشييد
إن أبسط غرفة آمنة هي عبارة عن خزانة مع باب مجوف استبدل بباب ذي قلب صلب من الخارج، يملك قفل قوي مع مسامير مفصلية أطول ومسامير مصد لسان قفل مقاومة للطرق. يكون السقف مدعمًا في بعض الأحيان أو محكمًا ببوابات لمنع سهولة الدخول من العلية أو من مساحة الزحف العلوية.
تحتوي غرف الأمان الأكثر غلاءً على جدران وباب مسلح بأغطية من الفولاذ أو الكيفلار أو الألياف الزجاجية المقاومة للرصاص. غالبًا ما تعزز مفاصل الأبواب ولسان القفل بمسامير طويلة. قد تمتلك بعض غرف الأمان أيضًا أنظمة تهوية خارجية واتصال هاتفي منفصل، ومن الممكن أن تتصل أيضًا مع قناة للهروب.
يمكن بناء غرف الأمان ضمن القبو أو على لوح خرساني بجدران خرسانية، وهي تقنية بناء غير ممكنة عادة في الطوابق العلوية المصنوعة من هياكل ذات إطارات خشبية إلا في حال وجود تعزيز هيكلي ضخم للمبنى.
عادة ما تستخدم وزارة الخارجية الأمريكية شبكة من الأسلاك المعدنية الفولاذية تشبه إلى حد بعيد تلك المستخدمة في السجن، لعزل أجزاء من المنزل الذي يسكنه أعضاء السلك الدبلوماسي الأمريكي خارج البلاد أثناء عيشهم في مدن ذات معدل جريمة عالٍ. في بعض المدن، ينزع الطابق العلوي بأكمله بالإضافة إلى كل نافذة وباب في المنزل. بينما تملك منازل أخرى أبوابًا فولاذية في غرفة نوم واحدة أو أكثر، يمكن إغلاقها بإحكام لكسب الوقت ريثما تصل قوات الأمن.
بالنسبة للعواصف القوية أو الأعاصير، فيجب بناء غرفة الأمان لتتصدى للرياح الشديدة والحطام المتطاير، حتى ولو تأذى باقي المسكن بشكل كبير أو تدمر كليًا.
تشمل بعض الاعتبارات ما يلي:
- يجب تثبيت غرفة الأمان بشكل كاف إلى الأساس لمقاومة الانقلاب والانخلاع.
- يجب على جدران وسقف وباب الملجأ التصدي لضغط الريح ومقاومة الاختراق الناتج عن الأشياء والحطام المتطاير بفعل الريح.
- يجب أن تكون مناطق الاتصال بين كل أجزاء غرفة الأمان قوية بشكل كاف لمقاومة الانفصال بفعل الريح.
- يجب أن تكون أجزاء جدران المسكن سواء الخارجية أو الداخلية منها والمستخدمة كجدران لغرفة الأمان منفصلة عن هيكل البناء، بحيث لا تسبب الأضرار التي لحقت بالمبنى أضرارًا لغرفة الأمان.[2]

## الخصائص
قد تحتوي غرف الأمان على معدات اتصالات، مثل الهاتف الخلوي والهاتف الأرضي أو جهاز استقبال وإرسال راديوي بحيث يمكن الاتصال مع سلطات تنفيذ القانون. من الممكن أيضًا وجود جهاز مراقبة لكاميرات الأمان الخارجية ونظام إنذار. في غرف الأمان البسيطة، يمكن استخدام ثقب في الباب لغرض مماثل. عادة ما تزود غرف الأمان بمواد الطوارئ والنجاة الأساسية مثل مصباح كاشف وبطانيات ومعدات الإسعاف الأولي وماء وطعام معلب وأدوات الدفاع عن النفس وقناع غاز ومرحاض بسيط محمول. تحتوي غرف الأمان المتطورة على خزانة أسلحة ونظام ترشيح الهواء الدفاعي البيولوجي الذي يزيل الملوثات البيولوجية والنووية، وزر طوارئ يغلق المنزل بأكمله.
يمكن إخفاء غرف الأمان خلف العديد من العتاد المنزلي مثل المرايا والخزائن وخزائن الكتب وخزائن الكتب الانزلاقية وحتى مواقد التدفئة.

## قلعة على السفن
عادة ما تملك السفن الحربية ذات إجراءات الحماية من أخطار المواد الكيميائية والبيولوجية والإشعاعية والنووية (قلعة) مركزية، مع درجة من الحماية الدرعية ونظام هواء منقّى.

### ضد القرصنة
تسمى غرف الأمان على متن السفن المدنية أحيانًا بالقلعة، ويزداد إنشاؤها على متن هذه السفن كإجراء مضاد للقرصنة. ينسحب الطاقم إلى غرفة الأمان عند حدوث الهجوم ويطلب المساعدة (التي تتضمن في حالات سفن بعض البلدان تدخل القوات العسكرية). بسبب طبيعة بناء السفينة، تبنى غرفة الأمان عادة في موقع مخفي ضمن فراغ موجود في السفينة لمقاومة محاولات القراصنة في إيجاد الطاقم قبل وصول المساعدة. تمتلك غرف الأمان في بعض الأحيان تسهيلات تسمح للطاقم بتعطيل محركات السفينة والنظام الإلكتروني عن بعد، لمنع القراصنة من الإبحار بالسفينة إلى موقع تحت سيطرتهم. تكون غرفة الأمان محصنة عادة ضد أي هجوم مادي مباشر، مما يسمح ببقاء الطاقم آمنًا لبضع ساعات، حتى ولو كشف موقعها من قبل القراصنة، ويتيح كذلك لفرق الإنقاذ نطاقًا كاملًا لاستخدام القوة المسلحة لاستعادة السفينة دون المخاطرة بحياة الطاقم.
وبذلك، فإن الهدف من غرفة الأمان هو منع وصول القراصنة إلى الطاقم لأخذ رهينة، والحد من قدرتهم على الإبحار بالسفينة إلى مكان تحت سيطرتهم، ولتسهيل استعادة السفينة من قبل القوات المسلحة دون أي مخاطرة بحياة الطاقم. من الممكن أن يشجع انسحاب الطاقم إلى غرفة الأمان القراصنة على مغادرة السفينة طواعية.
لطالما تستخدم غرف الأمان كآلية دفاعية ضمن السفن المهددة بالقرصنة في الصومال. في عام 2010، تعرض 4,185 من البحارة للهجوم وجرى احتجاز 1,090 رهينة، بينما بقي 342 شخص بأمان داخل القلعة.